# Sugita Yūichi
Sugita Yūichi (杉田 祐一  sinh ngày 18 tháng 9 năm 1988) là vận động viên quần vợt Nhật Bản đang chơi chủ yếu ở ATP Challenger Tour. Anh đã giành được tám danh hiệu đơn nam trong sự nghiệp, và đã giành được vị trí số 73 thế giới trong sự nghiệp của mình vào ngày 1 tháng 5 năm 2017.

## Sự nghiệp

### Trẻ
Lúc trẻ Sugita đã lập kỷ lục giành chiến thắng/thua với 34-19 (và 26-18 trong đôi), đạt đến vị trí thứ 73 trong bảng xếp hạng thế giới kết hợp vào tháng 2 năm 2006. Anh thi đấu đơn và đôi tại Australian Open trong cả hai năm 2005 và 2006, đạt được vòng thứ hai đơn nam của sau này.

### 2007 - 09
Sugita đã giành 8 danh hiệu ITF Futures ở Nhật và Indonesia. Từ năm 2009, anh ta đã bắt đầu chơi ở ATP Challenger Tour. Sugita đã nhận được đặc cách đại diện cho Japan Open 2008 Để thực hiện vẽ giải ATP chính thức đầu tiên. Anh kết thức năm 2009 với vị trí số 299.

### 2015
Sugita thành công vượt qua vòng loại tại giải quần vợt Wimbledon 2015 trong năm thứ hai liên tiếp tại giải đấu này, thua ở Blaž Kavčič ở vòng đầu tiên. Sau sự kiện này, anh đã tìm đến được vòng thứ hai của giải Newport và Bogota, đánh bại Ryan Harrison và Nicolás Barrientos. Tại Thai's challenger circuit, anh thắng lần thứ 4 giành gianh hiệu ở Bangkok, và lần thứu 5 ở Hua Hin.

### 2016: Top 100
Sugita vượt qua vòng loại Úc Mở rộng 2016 lần đầu tiên, nhưng anh thua hạt giống số 23 Gaël Monfils ở vòng một. Tháng hai, anh lấy được challenger Kyoto thứ hai của anh bởi đánh bại Zhang Ze ở chung kết. Kết quả đã đưa anh vào top 100 thế giới lần đầu tiên trong sự nghiệp của mình, lên đến vị trí số 99.
Vào tháng 6, anh tìm được vòng hai của Halle Open sau khi đánh bại Taylor Fritz ba séc. Anh thua Andreas Seppi năm ngoái với tỷ số 2-1.
Sugita kết thúc năm ở vị trí số #112.

### 2017
Vào tháng 3, Sugita trở lại the ATP top 100 sau chức vô địch ATP Challenger Tour ở Yokohama, Nhật Bản và Shenzhen, Trung Quốc. Vào tháng tư, anh đã lọt vào thi đấu chính thức của giải đấu đất nện ở Barcelona mở rộng như là một "Người thua cuộc may mắn", và tiếp tục đánh bại Tommy Robredo, Richard Gasquet và Pablo Carreno Busta trước khi thua Dominic Thiem ở tứ kết. 1 giải đấu thành công, với vị trí cao nhất trong sự nghiệp, đã đưa anh lên vị trí 73 trong bảng xếp hạng ATP, vị trí cao nhất cho đến nay.

## Chung kết ATP

### Đơn: 1 (1 danh hiệu)
| Legend (Đomn)                     |
| --------------------------------- |
| Grand Slam tournaments (0–0)      |
| ATP World Tour Finals (0–0)       |
| ATP World Tour Masters 1000 (0–0) |
| ATP World Tour 500 Series (0–0)   |
| ATP World Tour 250 Series (1–0)   |

| Danh hiệu theo mặt sân |
| ---------------------- |
| Cứng (0–0)             |
| Đất nện (0–0)          |
| Cỏ (1–0)               |
| Thảm (0–0)             |

| Kết quả | TT | Ngày               | Giải đấu                                           | Mặt sân | Đối thủ          | Tỷ số         |
| ------- | -- | ------------------ | -------------------------------------------------- | ------- | ---------------- | ------------- |
| Vô địch | 1. | 1 tháng 7 năm 2017 | Giải quần vợt Antalya Mở rộng, Antalya, Thổ Nhĩ Kỳ | Cỏ      | Adrian Mannarino | 6–1, 7–6(7–4) |

## Chung kết Challenger

### Singles: 15 (9 vô địch, 6 á quân)
| Huyền thoại               |
| ------------------------- |
| ATP Challenger Tour (9–6) |

| Outcome | Số | Ngày                      | Tournament                        | Mặt sân    | Đối thủ                  | Tỷ số               |
| ------- | -- | ------------------------- | --------------------------------- | ---------- | ------------------------ | ------------------- |
| Vô địch | 1. | 14 tháng 3 năm 2010       | Kyoto, Nhật Bản                   | Carpet (i) | Matthew Ebden            | 4–6, 6–4, 6–1       |
| Á quân  | 1. | 28 tháng 11 năm 2010      | Toyota, Nhật Bản                  | Carpet (i) | Tatsuma Ito              | 4–6, 2–6            |
| Á quân  | 2. | 2 tháng 9 năm 2012        | Bangkok, Thái lan                 | Cứng       | Dudi Sela                | 1–6, 5–7            |
| Á quân  | 3. | 28 tháng 10 năm 2012      | Seoul, Nam Triều Tiên             | Cứng       | Lu Yen-hsun              | 3–6, 6–7(4–7)       |
| Winner  | 2. | ngày 8 tháng 9 năm 2013   | Shanghai, Trung quốc              | Hard       | Hiroki Moriya            | 6–3, 6–3            |
| Á quân  | 4. | 24 tháng 11 năm 2013      | Toyota, Nhật Bản (2)              | Thảm (i)   | Matthew Ebden            | 3–6, 2–6            |
| Á quân  | 5. | 2 tháng 3 năm 2014        | Guangzhou, Trung Quốc             | Cứng       | Blaž Rola                | 7–6(7–4), 4–6, 3–6  |
| Vô địch | 3. | ngày 25 tháng 10 năm 2014 | Pune, Ấn Độ                       | Cứng       | Adrián Menéndez-Maceiras | 6–7(1–7), 6–4, 6–4  |
| Á quân  | 6. | ngày 12 tháng 4 năm 2015  | Saint-Brieuc, Pháp                | Cứng (i)   | Nicolas Mahut            | 6–3, 6–7(3–7), 4–6  |
| Vô địch | 4. | ngày 6 tháng 9 năm 2015   | Bangkok, Thailand                 | Cứng       | Marco Trungelliti        | 6–4, 6–2            |
| Vô địch | 5. | 8 tháng 11 năm 2015       | Hua Hin, Thái lan                 | Cứng       | Stéphane Robert          | 6–2, 1–6, 6–3       |
| Vô địch | 6. | 28 tháng 2 năm 2016       | Kyoto, Japan (2)                  | Thảm (i)   | Zhang Ze                 | 5–7, 6–3, 6–4       |
| Vô địch | 7. | 5 tháng 3 năm 2017        | Yokohama, Nhật Bản                | Cứng       | Soon Woo Kwon            | 6-4, 2-6, 7-6(7-2)  |
| Vô địch | 8. | 19 tháng 3 năm 2017       | Shenzhen, Trung Quốc              | Cứng       | Blaz Kavcic              | 7-6(8-6), 6–4       |
| Vô địch | 9. | 11 tháng 6 năm 2017       | Surbiton, Vương Quốc Liên hợp Anh | Cỏ         | Jordan Thompson          | 7-6(9-7), 7-6(10-8) |

### Đôi: 1 (1 Á quân)
| Huyền thoại               |
| ------------------------- |
| ATP Challenger Tour (0–1) |

| Outcome | Số | Ngày                | Giải đấu          | Mặt sân | Đồng đội         | Đối thủ                               | Tỷ số    |
| ------- | -- | ------------------- | ----------------- | ------- | ---------------- | ------------------------------------- | -------- |
| Á quân  | 1. | 26 tháng 9 năm 2010 | Bangkok, Thailand | Cứng    | Frederik Nielsen | Sanchai Ratiwatana Sonchat Ratiwatana | 3–6, 5–7 |